# Ларихинский район

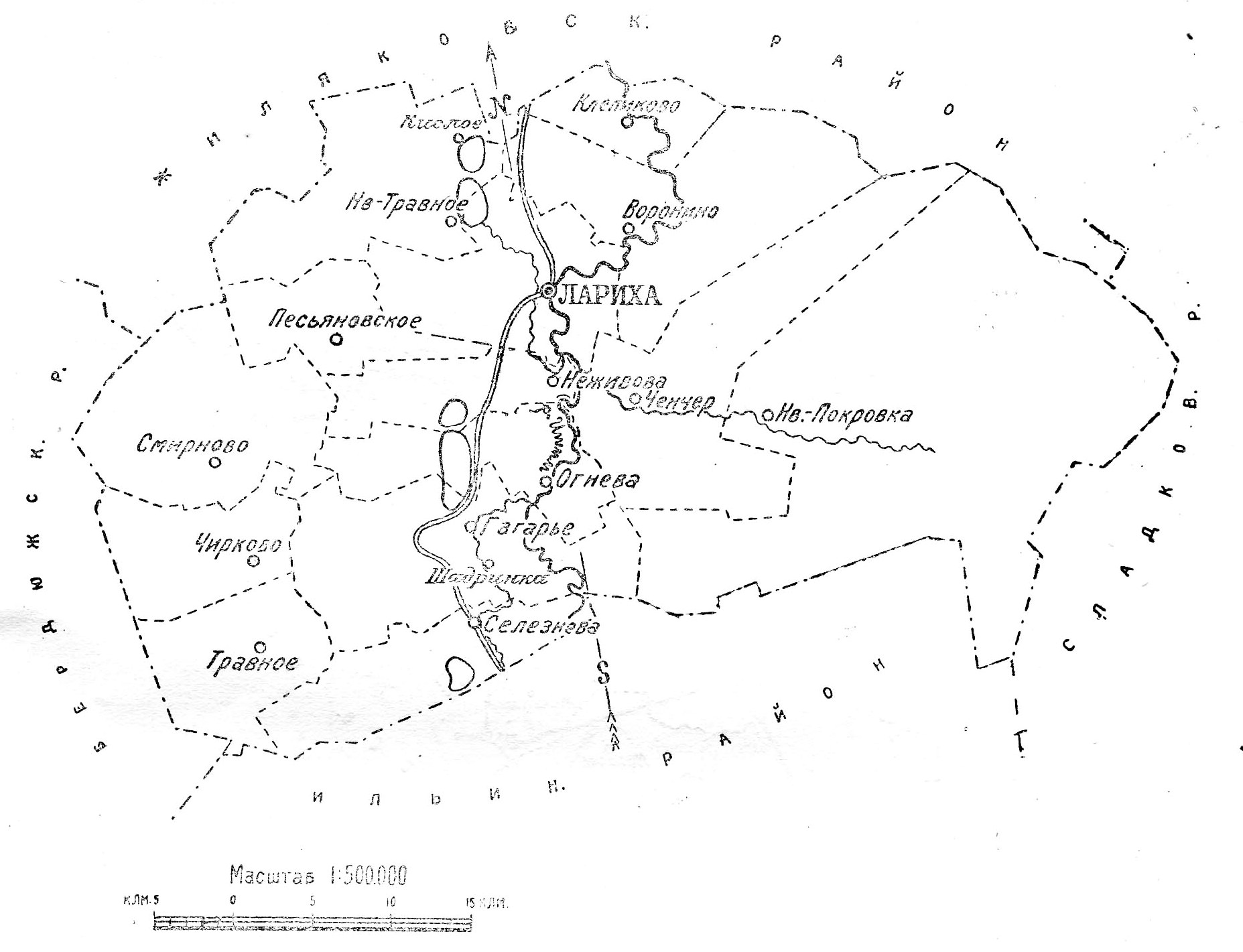
Схема района в 1928 году

Лари́хинский райо́н — административно-территориальная единица в Ишимском округе Уральской области РСФСР.
Образован на основании постановлений ВЦИК от 3 и 12 ноября 1923 года в составе Ишимского округа Уральской области из Гагарьевской, Ларихинской и части Локтинской волостей Ишимского уезда Тюменской губернии. Центр — село Лариха.
В район вошло 14 сельсоветов: Большеченчерский, Воронинский, Гагарьевский, Дальнетравнинский, Клепиковский, Ларихинский, Неживовский, Новопокровский, Новотравнинский, Огнёвский, Песьяновский, Селезнёвский, Смирновский, Чирковский.
Постановлением президиума Уралоблисполкома от 15 сентября 1926 года Большеченчерский сельсовет переименован в Ченчерский.
Постановлением ВЦИК от 30 июня 1931 года район упразднён. Воронинский, Клепиковский, Ларихинский, Новотравнинский и Песьяновский сельсоветы переданы в Ишимский район, остальные — в Казанский район.